# Comuna Mislinja
Mislinja este o comună din Slovenia.

## Localități
Dovže, Gornji Dolič, Kozjak, Mala Mislinja, Mislinja, Paka, Razborca, Srednji Dolič,  Šentilj pod Turjakom, Tolsti Vrh pri Mislinji, Završe